# Як цвіт весняний…
«Як цвіт весняний…» — фільм-концерт з піснями українського композитора Олександра Білаша.
Фільм виготовлений на студії Укртелефільм в 1971 році. Сценаристи: Р. Синько, Р. Радченко, режисер: Р. Синько.
У фільмі співають: Анатолій Мокренко, Діана Петриненко, Лариса Остапенко, Валентина Чемена, Віктор Женченко, Тріо бандуристок — Любов Криворотова, Раїса Горбатенко, Марія Путь; Володимир Турець, Дмитро Мухарський, Валентина Соколик.
У фільмі також знялися сам Олександр Білаш та поети Дмитро Павличко, Михайло Ткач і Василь Юхимович.
Серед композицій, представлених у фільмі, є пісні «Сину, качки летять» у виконанні Володимира Турця та «Сніг на зеленому листі», яку виконує Віктор Женченко.